# Jacques Brugnon
Jacques "Toto" Brugnon (Paris, 11 de Maio de 1895 - 20 de Março de 1978) foi um tenista francês, sendo considerado um dos grandes duplistas franceses, e é um d'Os quatro mosqueteiros.

## Finais de Grand Slam

### Duplas

#### Singulares (10 títulos)
| Ano  | Torneio         | Parceiro     | Oponentes                        | Resultado                |
| 1926 | Wimbledon       | Henri Cochet | Howard Kinsey Vincent Richards   | 7–5, 4–6, 6–3, 6–2       |
| 1927 | Roland Garros   | Henri Cochet | Jean Borotra René Lacoste        | 2–6, 6–2, 6–0, 1–6, 6–4  |
| 1928 | Australian Open | Jean Borotra | Edgar Moon Jim Willard           | 6–2, 4–6, 6–4, 6–4       |
| 1928 | Roland Garros   | Jean Borotra | Henri Cochet René de Buzelet     | 6–4, 3–6, 6–2, 3–6, 6–4  |
| 1928 | Wimbledon       | Henri Cochet | John Hawkes Gerald Patterson     | 13–11, 6–4, 6–4          |
| 1930 | Roland Garros   | Henri Cochet | Harry Hopman Jim Willard         | 6–3, 9–7, 6–3            |
| 1932 | Roland Garros   | Henri Cochet | Marcel Bernard Christian Boussus | 6–4, 3–6, 7–5, 6–3       |
| 1932 | Wimbledon       | Jean Borotra | Pat Hughes Fred Perry            | 6–0, 4–6, 3–6, 7–5, 7–5  |
| 1933 | Wimbledon       | Jean Borotra | Ryosuki Nunoi Jiro Satoh         | 4–6, 6–3, 6–3, 7–5       |
| 1934 | Roland Garros   | Jean Borotra | Jack Crawford Vivien McGrath     | 11–9, 6–3, 2–6, 4–6, 9–7 |

#### Duplas (7 títulos)
| Ano  | Torneio       | Parceiro     | Oponentes                      | Resultado                 |
| 1925 | Roland Garros | Henri Cochet | Jean Borotra René Lacoste      | 5–7, 6–4, 3–6, 6–2, 3–6   |
| 1926 | Roland Garros | Henri Cochet | Vincent Richards Howard Kinsey | 4–6, 1–6, 6–4, 4–6        |
| 1927 | Wimbledon     | Henri Cochet | Frank Hunter Bill Tilden       | 6–1, 6–4, 6–8, 3–6, 4–6   |
| 1929 | Roland Garros | Henri Cochet | René Lacoste Jean Borotra      | 3–6, 6–3, 3–6, 6–3, 6–8   |
| 1931 | Wimbledon     | Henri Cochet | George Lott John van Ryn       | 2–6, 8–10, 11–9, 6–3, 3–6 |
| 1934 | Wimbledon     | Jean Borotra | George Lott Lester Stoefen     | 2–6, 3–6, 4–6             |
| 1939 | Roland Garros | Jean Borotra | Charles Harris Don McNeill     | 6–4, 4–6, 0–6, 6–2, 8–10  |

#### Duplas Mistas (2 títulos)
| Ano  | Torneio       | Parceira        | Oponentes                        | Resultado |
| 1925 | Roland Garros | Suzanne Lenglen | Didi Vlasto Henri Cochet         | 6–2, 6–2  |
| 1926 | Roland Garros | Suzanne Lenglen | Suzanne LeBesnerais Jean Borotra | 6–4, 6–3  |